# Nash Hills
Die Nash Hills sind ein isolierter Gebirgszug vereister Hügel im westantarktischen Ellsworthland. Sie ragen 40 km nordwestlich der Martin Hills auf.
Ihre Position wurde am 10. Dezember 1958 von der US-amerikanischen Ellsworth-Byrd Traverse Party bestimmt. Das Advisory Committee on Antarctic Names benannte sie 1964 nach Leutnant Archie Ray Nash von der United States Navy, diensthabender Offizier auf der Byrd-Station im Jahr 1962.